# United Metallurgical Company

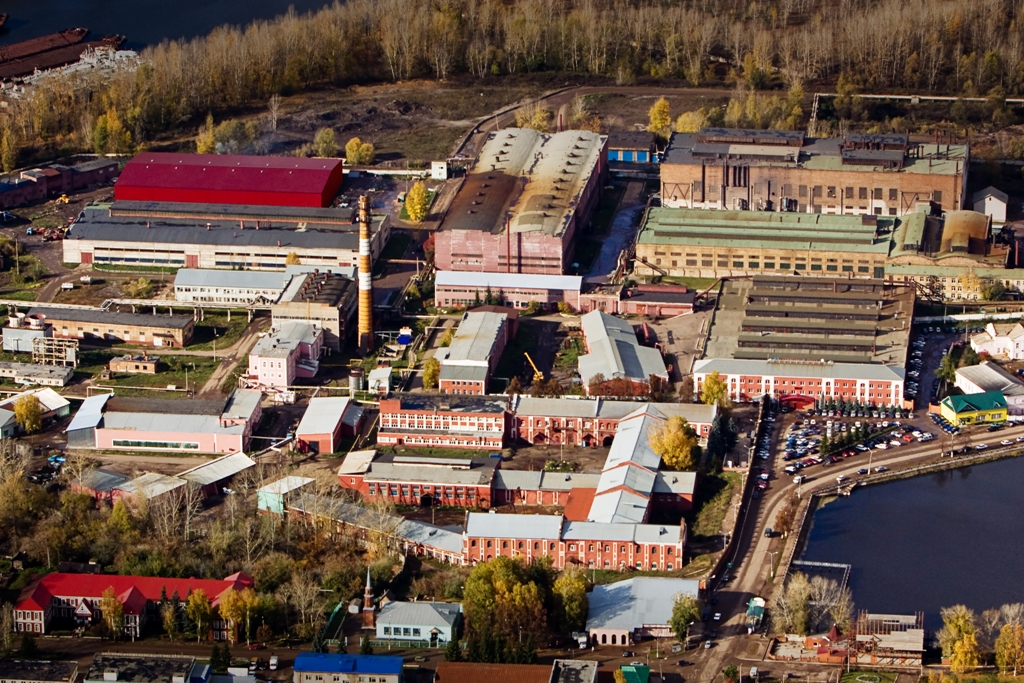
Werk in Blagoweschtschensk aus der Luft

United Metallurgical Company (russisch Объединенная металлургическая компания, kurz OMK) ist ein russischer Stahlhersteller und Metallverarbeiter mit Sitz in Moskau. Er ist Russlands und auch Europas größter Hersteller von Großrohren, Radreifen und Federn für den Fahrzeugbau sowie zweitgrößter Hersteller von Rohren allgemein. Die Kapazität beträgt 2 Mio. t Großrohre, 850.000 Radreifen sowie 90.000 Blatt- und Schraubenfedern pro Jahr.
OMK hat unter anderem die Pipelinerohre für Nord Stream, South Stream und die ESPO-Pipeline hergestellt.
Größter Standort mit 13.500 Beschäftigten ist Wyksa, wo sich eine Mini-Mill, eine Stranggussanlage und ein Warmwalzwerk zur Grobblechproduktion befinden. Außerdem werden dort spiralgeschweißte Rohre und Eisenbahnräder produziert.
OMK wurde 1992 von Anatoli Sedych gegründet, der heute noch Aufsichtsratsvorsitzender ist.

## Werke
| Standort                            | Werk                                                                                             | Produkte                                    | Koordinaten                     |
| ----------------------------------- | ------------------------------------------------------------------------------------------------ | ------------------------------------------- | ------------------------------- |
| Almetjewsk                          | Almetjewski trubny sawod (ATS)                                                                   | Rohre                                       |                                 |
| Wyksa                               | - Liteino-prokatny kompleks (LPK) (Guss-Walz-Komplex) - Wyksunski metallurgitscheski sawod (WMS) | - warmgewalztes Blech - Radreifen und Rohre | 55° 19′ 48,7″ N, 42° 8′ 45,6″ O |
| Tscheljabinsk                       | Trubodetal                                                                                       | Rohrleitungsverbindungen                    |                                 |
| Tschussowoi                         | Tschussowskoi metallurgitscheski sawod (TschMS)                                                  | Fahrzeugfedern                              |                                 |
| Blagoweschtschensk (Baschkortostan) | Blagoweschtschenski armaturny sawod (BAS)                                                        | Rohr-Armaturen (Ventile)                    |                                 |
| Houston, Vereinigte Staaten         | OMK Tube                                                                                         | Rohre                                       | 29° 51′ 16,4″ N, 95° 8′ 34″ W   |